# Liste der Geotope im Landkreis Rosenheim
Diese Liste enthält die Geotope des Oberbayerischen Landkreises Rosenheim in Bayern.
Die Liste enthält die amtlichen Bezeichnungen für Namen und Nummern des Bayerischen Landesamt für Umwelt (LfU) sowie deren geographische Lage. Diese Liste ist möglicherweise unvollständig. Im Geotopkataster Bayern sind etwa 3.400 Geotope (Stand März 2020) erfasst. Das LfU sieht einige Geotope nicht für die Veröffentlichung im Internet geeignet. Einige Objekte sind zum Beispiel nicht gefahrlos zugänglich oder dürfen aus anderen Gründen nur eingeschränkt betreten werden.
| Name                                                           | Bild           | Geotop ID | Gemeinde / Lage                | Geologische Raumeinheit        | Beschreibung | Fläche m² / Ausdehnung m | Geologie                                                                                     | Aufschlussart                  | Wert               | Schutzstatus                                           | Bemerkung                                     |
| -------------------------------------------------------------- | -------------- | --------- | ------------------------------ | ------------------------------ | --- | ------------------------ | -------------------------------------------------------------------------------------------- | ------------------------------ | ------------------ | ------------------------------------------------------ | --------------------------------------------- |
| Quartärprofil in der ehemaligen Kiesgrube SW von Hörmating     |                | 187A001   | Tuntenhausen Position          | Inn-Chiemsee-Jungmoränenregion | Die Kiesgrube Hörmating liegt in einem Drumlin. 1960 wurde daraus erstmals von Ebers ein danach kontrovers diskutiertes und dadurch berühmt gewordenes Quartärprofil beschrieben. Unter würmzeitlicher Grundmoräne liegen mehrere Schotterhorizonte, die teilweise durch Bodenbildungen getrennt sind, die unterschiedlich als holozän entstanden, als frühes Würm-Interstadial oder als ältere Interglaziale gedeutet wurden. Der Aufschluss hatte sich schon seinerzeit durch den Abbau verändert und damit die Interpretationen beeinflusst. Heute ist der Abbau stillgelegt, die Flächen werden als Lagerplatz genutzt. Die Profilböschung ist stachlig überwachsen und schwer zugänglich. Der Aufschluss ist als Naturdenkmal ND- 01270 Drumlin – Anschnitt bei Hörmating geschützt. Die Naturdenkmalsfläche ist in Abb. 4 dargestellt. | 2700 90 × 30             | Typ: Standard-/Referenzprofil, Fossiler Boden, Schichtfolge Art: Moräne, Schotter            | Kiesgrube/Sandgrube            | wertvoll           | Naturdenkmal                                           |                                               |
| Steinbruch der Zementwerke Rohrdorf bei Sinning                |                | 187A002   | Rohrdorf Position              | Chiemgauer Alpen               | Im Steinbruch der Zementwerke Rohrdorf sind mit steilem Südfallen in Mergel (Stockletten) der Stad-Formation Corallinaceenschuttkalke (Lithothamnienkalk) eingeschaltet. Eingeschuppt kommt Bürgen-Formation (Adelholzener Schichten) vor. Eine geologische Karte und ein Schichtprofil des Steinbruchs ist in Lammerer et al. (2011) enthalten. Die Lithothamnienkalke bei Sinning wurden 1808 beim Bau der Soleleitung entdeckt und über Jahrzehnte als Rosenheimer Granitmarmor als beliebter Werkstein abgebaut. Seit 1930 wird im Werk Zement hergestellt. Kein Betreten des aktiven Steinbruchs ohne Zustimmung der Eigentümer! | 446500 950 × 470         | Typ: Schichtfolge, Tierische Fossilien Art: Mergelstein, Kalkstein                           | Steinbruch                     | besonders wertvoll | kein Schutzgebiet                                      |                                               |
| Straßenaufschlüsse im Eozän bei der Gfallermühle               |                | 187A003   | Kiefersfelden Position         | Mangfallgebirge                | Aufgeschlossen sind alttertiäre Konglomerate mit Geröllen mesozoischer Gesteine. Es ist einer der wenigen Aufschlüsse von inneralpinem Eozän. | 600 120 × 5              | Typ: Schichtfolge, Gesteinsart, Tierische Fossilien Art: Konglomerat, Sandstein, Mergelstein | Böschung                       | wertvoll           | kein Schutzgebiet                                      |                                               |
| Straßenaufschlüsse im Eozän SW von Mühlbach                    |                | 187A004   | Kiefersfelden Position         | Mangfallgebirge                | Aufgeschlossen sind alttertiäre Mergel mit Landschnecken. Es ist einer der wenigen Aufschlüsse von inneralpinem Eozän. | 900 300 × 3              | Typ: Schichtfolge, Tierische Fossilien Art: Konglomerat, Sandstein, Mergel                   | Böschung                       | wertvoll           | Landschaftsschutzgebiet                                |                                               |
| Straßenaufschluss zwischen Langweid und Rohrdorf               |                | 187A005   | Neubeuern Position             | Inn-Chiemsee-Jungmoränenregion | Das Profil liegt in Pinswanger und Adelholzener Schichten sowie Stockletten. Überdeckt wurde es von spätwürmglazialen Seeablagerungen des ehemaligen Rosenheimer Sees. | 5250 350 × 15            | Typ: Standard-/Referenzprofil Art: Mergelstein, Tonstein                                     | Böschung                       | bedeutend          | kein Schutzgebiet                                      |                                               |
| Steinbruch am Kirchberg ENE von Neubeuern                      | weitere Bilder | 187A007   | Neubeuern Position             | Chiemgauer Alpen               | Einziger Aufschluss von Bayrischem Helvetikum in Rifffazies, das Riff liegt auf der Intrahelvetischen Schwelle. Die grauen Korallenkalke liegen auf Stockletten, die Rotalgenknollen (Rhodolithe) enthalten. | 6000 150 × 40            | Typ: Standard-/Referenzprofil, Tierische Fossilien, Gesteinsart Art: Kalkstein, Mergelstein  | Steinbruch                     | wertvoll           | kein Schutzgebiet                                      |                                               |
| Ehemalige Steinbrüche am Bürgl bei Altenbeuern                 | weitere Bilder | 187A008   | Neubeuern Position             | Chiemgauer Alpen               | In dem Härtlingszug liegt ein bedeutendes Helvetikums-Profil mit ehemals reichem Fossilgehalt. Der ehemalige Mühlstein-Bruch wird heute als Freilichtbühne genutzt. Alles Lockermaterial wurde entfernt, weshalb kaum noch Fundmöglichkeiten bestehen. | 5200 130 × 40            | Typ: Schichtfolge, Tierische Fossilien, Härtling Art: Mergelstein, Sandstein                 | Steinbruch                     | wertvoll           | kein Schutzgebiet                                      |                                               |
| Nagelfluh der Biber S von Brannenburg / Degerndorf             | weitere Bilder | 187A009   | Brannenburg Position           | Inn-Chiemsee-Jungmoränenregion | Die Biber ist ein Inselberg aus riss-glazialen Deltaschottern, die steil (Schichtneigung!) in einen See geschüttet wurden. Es handelt sich um eine 50 – 60 m mächtige Gesteinsabfolge mit einem hohen Anteil von Kristallingeröllen (Durchmesser 1 – 5 cm, vereinzelt über 10 cm) in kalkiger Matrix. Die dickbankige Wechselfolge von Konglomeraten und Sandsteinen zeigt auch auskeilende Lagen und Kreuzschichtung. Die Biber-Nagelfluh wird heute noch in drei Steinbrüchen als Werkstein abgebaut. Die aktiven Steinbrüche ohne Erlaubnis nicht betreten! Früher wurden vor allem Mühlsteine hergestellt. Der älteste schriftliche Beleg eines Mühlsteinbruchs in Bayern bezieht sich auf Degerndorf und stammt aus dem 10. Jahrhundert. Die steilen West- und Südwände der Biber sind Relikte dieses alten Abbaus. Am Festplatz bei der Kirche St. Magdalena zeigen Felswände die Gesteinsstruktur der Nagelfluh. Unterhalb sind an einem großen Nagelfluhblock Spuren der Mühlsteingewinnung erhalten. | 365400 870 × 420         | Typ: Gesteinsart, Sedimentstrukturen, Bearbeiteter Fels Art: Konglomerat                     | Steinbruch                     | wertvoll           | kein Schutzgebiet                                      |                                               |
| Nagelfluhwand bei Weng                                         | weitere Bilder | 187A010   | Tuntenhausen Position          | Inn-Chiemsee-Jungmoränenregion | Der sehr ausgedehnte ehemalige Kies- und Nagelfluhabbau (vermutlich Mindel-Deckenschotter) ist teilweise stark verstürzt. Große Teile der Abbauwände sind aber noch auf fast 300 m Länge erhalten. | 19200 320 × 60           | Typ: Gesteinsart Art: Konglomerat                                                            | Kiesgrube/Sandgrube            | bedeutend          | kein Schutzgebiet                                      |                                               |
| Ehemaliger Steinbruch am Eckbichl                              | weitere Bilder | 187A011   | Neubeuern Position             | Chiemgauer Alpen               | Es steht Süd-Helvetikum mit dem fossilreichen Profil der Kressenbergschichten an. | 1400 70 × 20             | Typ: Schichtfolge, Tierische Fossilien Art: Kalksandstein                                    | Steinbruch                     | wertvoll           | kein Schutzgebiet                                      |                                               |
| Aufschlüsse im Fluderbachtal E von Gernmühl                    |                | 187A012   | Samerberg Position             | Inn-Chiemsee-Jungmoränenregion | Der Aufschluss ist Teil eines Standardprofils des Würmglazials und besitzt europaweite Bedeutung. Er zeigt fossilführende (Laub- und Nadelbäume) riß-würm-interglaziale Seetone des Törwanger Beckens, die von Würmmoräne überlagert werden. | 5000 200 × 25            | Typ: Standard-/Referenzprofil, Pflanzliche Fossilien, Mineralien Art: Moräne, Ton, Seekreide | Prallhang/Flussbett/Bachprofil | besonders wertvoll | kein Schutzgebiet                                      |                                               |
| Deckengrenze im Steinbruch S von Nußdorf                       |                | 187A013   | Nußdorf am Inn Position        | Chiemgauer Alpen               | Der weithin sichtbare Steinbruch Nußdorf baut in Alpinem Muschelkalk der Lechtal-Decke ab. Die Schichtfolge steht senkrecht oder fällt steil nach Süden hin ein. Ganz im Süden waren auf 680 m Höhe die hangenden schwarzen Partnachmergel vor einer Wand aus Wettersteinkalk aufgeschlossen (Ganss 1980). Der Alpine Muschelkalk bildet die Basis der Lechtal-Decke. Deren steilstehende Überschiebungsbahn auf die Allgäu-Decke ist zwischen den untersten Sohlen des alten Abbaubereichs aufgeschlossen. Die Überschiebungsbahn wird von schwarzen Mergeln mit zerflaserten Kalksteinen gebildet. Sie entstammen der angrenzenden Ammergau-Formation in der Allgäu-Decke. Die Brücke im Steinbruch überspannt die Deckengrenze, die sich unter der verbliebenen Sichtschutzwand aus Muschelkalk nach NE fortsetzt. Den aktiven Steinbruch nicht ohne Zustimmung der Eigentümer betreten! | 87500 350 × 250          | Typ: Störung, Gesteinsart, Diskordanz Art: Kalkstein, Mergelstein                            | Steinbruch                     | wertvoll           | kein Schutzgebiet                                      |                                               |
| Typlokalität der Sachrang-Formation W von Sachrang             |                | 187A014   | Aschau im Chiemgau Position    | Chiemgauer Alpen               | Die Typlokalität der Sachrang-Formation liegt abgelegen nahe der Grenze zu Tirol oberhalb von Sachrang. Von Mitterleiten W von Sachrang (keine Parkmöglichkeit, von Sachrang aus aufsteigen) nimmt man den Wanderweg Richtung Spitzstein/Altkaseralm und biegt auf 870 m in Weidegelände auf einen unmarkierten breiten Weg links ab. Am Waldrand dann weglos und steil – Vorsicht! - hinunter zur Prien absteigen. Am Rande des von Westen kommenden Seitenarms stehen die blättrigen bis dünnplattigen und bituminösen Tonmergelsteine der Sachrang-Formation des Unterjura an. Diese Schwarzschiefer sind eine Sonderfazies (anoxisches Milieu) innerhalb der Allgäu-Formation und haben ihre außeralpine Entsprechung in den Posidonienschiefern der Alb. Nach Ebli (1991) handelt es sich hier um das wohl eindrucksvollste Vorkommen alpiner Lias-Schwarzschiefer. Unterhalb stehen dm-bankige Kalksteine der Allgäu-Formation an. | 1600 80 × 20             | Typ: Typlokalität Art: Tonmergelstein                                                        | Prallhang/Flussbett/Bachprofil | besonders wertvoll | kein Schutzgebiet                                      |                                               |
| Deckenüberschiebung an der Prien bei Bach                      |                | 187A015   | Aschau im Chiemgau Position    | Chiemgauer Alpen               | An der Straße, die links der Prien von Bach nach Süden führt, ist die Überschiebung der Lechtal-Decke auf die Allgäu-Decke aufgeschlossen. Hier – im Fenster von Aschau – wurden im Talgrund der Prien die Gesteine der Lechtal-Decke so tief abgetragen, dass die darunterliegende Allgäu-Decke gleichsam in einem Fenster zutage tritt. Das hell anwitternde, im Anschlag aber dunkelgraue und bituminös riechende, dickbankige Gestein ist der Alpine Muschelkalk der Lechtal-Decke. Stark zerschert liegen darunter und daneben rötliche Mergel- und Kieselkalke des Oberjura der Allgäu-Decke. | 200 40 × 5               | Typ: Lagerungsverhältnisse, Schichtfolge Art: Kalkstein, Kieselkalkstein                     | Hanganriss/Felswand            | wertvoll           | FFH-Gebiet                                             |                                               |
| Fossilien im Mitteljura des Laubenstein-Gipfelrückens          |                | 187A016   | Aschau im Chiemgau Position    | Chiemgauer Alpen               | Der Gipfelrücken des Laubensteins ist aus Crinoidenkalk des Mittleren Juras aufgebaut. Das hellrötliche Gestein ist recht hart und besteht zu einem großen Teil aus Stielgliedern von Seelilien und Haarsternen (Crinoiden). Die Zwischenräume sind von sparitischem (grobkristallinem) Calcit erfüllt. Unter Einfluss der Verwitterung zerfällt das Gestein daher zu einem groben Grus. Die Crinoiden sind in ihrem Lebensbereich – auf Meeresschwellen – eingebettet und zerfallen, teilweise aufgearbeitet durch Wellenbewegung oder von Strömungen umgelagert. Stellenweise sind massenhaft Brachiopoden im Gestein, die Innenräume oft hohl und mit Calcitkriställchen ausgekleidet. Sie finden sich auch herausgewittert. | 80000 400 × 200          | Typ: Tierische Fossilien Art: Kalkstein                                                      | Felshang/Felskuppe             | wertvoll           | FFH-Gebiet                                             |                                               |
| Rauhwacken an der Steinlingalm SE von Aschau                   |                | 187A017   | Aschau im Chiemgau Position    | Chiemgauer Alpen               | An der Steinlingalm unterhalb der Kampenwand liegen große Blöcke eines rauhwackenartigen Dolomits. Man könnte sie für Bergsturzmaterial halten, aber es sind herausgewitterte bodenständige Härtlinge in der mit Rauhwacken, Kalksteinen, Sand- und Tonsteinen hier recht wechselhaft aufgebauten Raibl-Formation. | 2000 100 × 20            | Typ: Gesteinsart Art: Rauhwacke, Dolomitstein                                                | Block                          | bedeutend          | kein Schutzgebiet                                      |                                               |
| Jüngere Obere Meeresmolasse E von Oberachthal                  |                | 187A018   | Riedering Position             | Inn-Chiemsee-Jungmoränenregion | Am Großbach E von Oberachthal sind Schichtfolgen der Jüngeren Oberen Meeresmolasse aufgeschlossen. Die glaukonithaltigen Fein- bis Mittelsande sind in die Ulperting-Formation zu stellen. Eingeschaltet sind Lagen von Sandstein. Eine Sandsteinbank bildet hier eine kleine Naturbrücke (die aber ein Betreten nicht aushalten würde!). Die Sande enthalten Lagen von Muschelschill, häufig kohlige Holzreste und stellenweise reichlich Austernschalen. | 1000 100 × 10            | Typ: Gesteinsart, Tierische Fossilien Art: Sand                                              | Prallhang/Flussbett/Bachprofil | wertvoll           | kein Schutzgebiet                                      |                                               |
| Nagelfluh der Herreninsel im Chiemsee                          |                | 187A019   | Chiemsee (Gemeinde) Position   | Inn-Chiemsee-Jungmoränenregion | In einem früheren Abbau an der Nordspitze der Herreninsel sind zu Nagelfluh verfestigte frühwürmzeitliche Vorstoßschotter aufgeschlossen. Die schlecht sortierten Schotter wechsellagern mit Sanden. Darüberliegende Grundmoräne war nicht aufgeschlossen. | 1400 140 × 10            | Typ: Gesteinsart Art: Konglomerat, Sand                                                      | Kiesgrube/Sandgrube            | bedeutend          | Landschaftsschutzgebiet, FFH-Gebiet, Vogelschutzgebiet |                                               |
| Obere Meeresmolasse der Herreninsel im Chiemsee                |                | 187A020   | Chiemsee (Gemeinde) Position   | Inn-Chiemsee-Jungmoränenregion | 1873 kaufte König Ludwig II. die Herreninsel und 1878 wurde der Grundstein für das Neue Schloss Herrenchiemsee gelegt. Zur Gewinnung von Naturstein wurde der alte Steinbruch des Klosters an der Südseite der Insel wiedereröffnet. Hier zeigt das Digitale Geländemodell auf fast 500 m Länge eine künstliche Terrasse, die durch den Steinbruchbetrieb entstand. In dem überwachsenen Gelände stehen an alten Bruchwänden Kalksandsteine der Oberen Meeresmolasse (OMM, Neuhofer Schichten) an. Teils führen sie Fossilien (Muschelschill). | 9800 490 × 20            | Typ: Gesteinsart, Steinbruch/Grube Art: Kalksandstein                                        | Steinbruch                     | wertvoll           | Landschaftsschutzgebiet, FFH-Gebiet, Vogelschutzgebiet |                                               |
| Prallhang der Prien an der Rainer Mühle                        |                | 187A021   | Prien am Chiemsee Position     | Inn-Chiemsee-Jungmoränenregion | Am östlichen Prienufer südlich bis östlich der Rainer Mühle ist ein Teil des in der älteren Literatur oft erwähnten Prienprofils aufgeschlossen. Am Geotoppunkt im Süden stehen Mürbsandsteine des Chatt, die eine reiche marine Molluskenfauna enthalten sollen, an (Waschhaus-Horizont). Zugänglich ist der steile und überwachsene Prallhang wohl nur durch den Fluss bei Niedrigwasser im Sommer. Über den Fluss hinweg sind steilstehende Sandsteine erkennbar. Nach Norden zu schließt sich eine Wechselfolge von Sandsteinen und Mergeln an und an der Brücke an der Rainer Mühle liegt in Tonmergeln der Horizont der Rainer Mühle mit Mikrofossilien, die die Schicht in das jüngste Oligozän einordnen lassen. Dieser wichtige Fossilhorizont konnte auch noch in niederbayerischen Bohrungen nachgewiesen werden. Die Tonmergel des obersten Oligozän lassen sich lithologisch nicht von denen des Aquitan (Miozän) unterscheiden. In der geologischen Karte sind sie als Mergel der Jüngeren Unteren Meeresmolasse zusammengefasst. | 5250 350 × 15            | Typ: Schichtfolge, Tierische Fossilien Art: Sandstein, Mergelstein                           | Prallhang/Flussbett/Bachprofil | besonders wertvoll | Landschaftsschutzgebiet                                |                                               |
| Prallhang der Prien NE von Dösdorf                             |                | 187A022   | Bernau am Chiemsee Position    | Inn-Chiemsee-Jungmoränenregion | Am östlichen Prallhang der Prien stehen – nur weglos zugänglich – Tonmergel bis sandige Mergel mit Sandsteinbänken der Chatt-Sande an. Überlagert werden sie von rißzeitlichen Terrassenschottern, die zu Nagelfluh verkittet sind. Herabgestürzte Blöcke dieser Nagelfluh liegen im Fluss. Auf dem stauenden Tertiär tritt Quellwasser aus, das reichlich Kalktuff abgeschieden hat und noch abscheidet. Am Forstweg oberhalb ist ein Granit-Findling freigelegt und beschildert. Er ist als Grenzstein markiert und mit der Jahreszahl 1610 und mit einem A für Aschau und W für Wildenwart beschriftet. | 23000 230 × 100          | Typ: Gesteinsart, Schichtquelle Art: Kalktuff, Konglomerat, Sandstein                        | Prallhang/Flussbett/Bachprofil | bedeutend          | Landschaftsschutzgebiet                                |                                               |
| Flysch des Schauergrabens SSW von Bernau a. Chiemsee           |                | 187A023   | Bernau am Chiemsee Position    | Chiemgauer Alpen               | Im Schauergraben sind quarzitische Sandsteinbänke in Wechsellagerung mit feingeschichtete Tonsteinen aus der Rehbreingraben-Formation aufgeschlossen. Eine Besonderheit sind konglomeratisch-brekziöse Fanglomeratschüttungen von nahegelegenen Klippen und Inseln des paläozoischen Untergrundes. Dieser Wildflysch findet sich in Bayern ansonsten nur im Allgäu. In den Brekzien fallen Quarzporphyre und Melaphyre auf, die vermuten lassen, dass der paläozoische und ältere Untergrund von einem vermutlich permischen Vulkanismus durchsetzt war. | 1800 120 × 15            | Typ: Schichtfolge, Gesteinsart Art: Tonstein, Sandstein, Breccie                             | Prallhang/Flussbett/Bachprofil | wertvoll           | kein Schutzgebiet                                      |                                               |
| Baustein-Schichten im Tobel W von Bad Feilnbach                |                | 187A024   | Bad Feilnbach Position         | Inn-Chiemsee-Jungmoränenregion | Am Oberlauf eines Tobels stürzt der Feilnbach in einem wilden Amphitheater aus hohen, steilen Wänden über eine Felsstufe aus marinen Baustein-Schichten. Blöcke aus Felsstürzen liegen im Tobel. Tobelabwärts stehen Tonmergel-Schichten an. In den weichen Schichten sind Rutschungen ausgebildet. Der weglose Zugang in den westlichen Tobelbereich ist bachauf sehr schwierig, etwas weniger schwierig über die südlichen steilen Hänge und Kämme. Vorsicht! | 10000 200 × 50           | Typ: Gesteinsart, Wasserfall Art: Sandstein                                                  | Hanganriss/Felswand            | bedeutend          | kein Schutzgebiet                                      |                                               |
| Osterbach-Schichten des Ultrahelvetikum SW von Bad Feilnbach   |                | 187A025   | Bad Feilnbach Position         | Mangfallgebirge                | Entlang des Osterbachs SW von Bad Feilnbach ist eine sehr wechselhafte Schichtfolge von mittleren bis feinen Breccien, Sandsteinen, Kalken, Mergeln, Tonschiefern und deren Übergangsgesteinen aufgeschlossen. Sie konnte den bekannten Schichtfolgen des Ultrahelvetikums nicht zugeordnet werden und erhielt daher einen eigenen Namen. Am Weg ostseitig bachauf entlang des Osterbachs folgen auf Molasse und Helvetikum etwa ab Höhe 610 m die Osterbach-Schichten. Am Geotoppunkt sind sie in der Wegböschung angeschnitten. Abb. 3 zeigt (beim Hammer) eine Sandsteinschüttung, die in eine Kalk-Mergel-Wechselfoge eingreift. Bei Pflaumann & Stephan (1968) findet sich eine Lageskizze der Aufschlüsse in den Osterbach-Schichten, wobei viele im Bachbett durch die Verbauung inzwischen überschottert sein dürften. | 4000 200 × 20            | Typ: Typlokalität Art: Breccie, Sandstein, Kalkstein                                         | Hanganriss/Felswand            | wertvoll           | kein Schutzgebiet                                      |                                               |
| Ehem. Steinbruch W von Fischbach a. Inn                        | weitere Bilder | 187A026   | Flintsbach am Inn Position     | Mangfallgebirge                | Der weithin sichtbare ehemalige Steinbruch (Rauscherbruch) mit der 140 m hohen Abbauwand mit Bermen zeigt überwiegend stark gefaltete, dünn- bis mittelbankige Kalksteine der Allgäu-Formation mit dunklen Mergelzwischenlagen. Im Südwesten grenzen an einer Störung mittel- bis dickbankige, braune Kalksteine der Kössen-Formation an. Gelände des ehemaligen Steinbruchs nur mit Zustimmung der Eigentümer betreten! Von den steilen Wänden fernbleiben – hohe Steinschlaggefahr! | 80000 400 × 200          | Typ: Schichtfolge, Gesteinsart Art: Kalkstein, Mergelstein                                   | Steinbruch                     | bedeutend          | kein Schutzgebiet                                      |                                               |
| Steinbruch Hafnach (Maggeswand) S von Fischbach a. Inn         | weitere Bilder | 187A027   | Flintsbach am Inn Position     | Mangfallgebirge                | In dem Steinbruch ist senkrechtstehend Wettersteinkalk eines Sattelkerns aufgeschlossen. Zu den oberen Bermen und nach Süden hin fallen die Schichten weniger steil ein und über dem oberen Wettersteinkalk steht Raibl-Formation an. Der oberste Wettersteinkalk enthält die im gesamten bayerischen Alpenraum anzutreffenden Eisenvererzungen – hier als Pyritimprägnationen, die an der Oberfläche rostbraun verwittern. Die basale Raibl-Formation besteht aus Feinsandsteinen, über denen Kalksteine und Dolomite mit schwarzen Tonmergelsteinen liegen. Feinlaminierte Dolomite ganz im Süden enthalten Bitumenhäutchen, die sich im Geruch beim Anschlagen bemerkbar machen. Dieser Dolomit ist bereits in den Hauptdolomit zu stellen. Kein Betreten des aktiven Steinbruchs ohne Erlaubnis der Eigentümer! | 220000 500 × 440         | Typ: Schichtfolge, Gesteinsart Art: Kalkstein, Tonmergelstein, Sandstein                     | Steinbruch                     | wertvoll           | kein Schutzgebiet                                      |                                               |
| Aufschluss im Hohenburger Hügelfeld N von Zuhr                 |                | 187A028   | Soyen Position                 | Inn-Chiemsee-Jungmoränenregion | In einer verfallenen Grube nördlich des Gehöfts Zuhr ist von einem klassischen, 1924 von Troll beschriebenen und fotografierten (Abb. 4) Aufschluss noch ein kleiner Rest der Abbauwand offen geblieben. Eine schräg einfallende enge Wechsellagerung von Feinschottern bis Feinsanden ist von kleinen Verwerfungen durchsetzt. Diese Art der Sedimentation ist typisch für ein Kame-Delta: Am Eisrand wurden Sedimente in einen See geschüttet. Es kann sich nur um einen kleinen, von Eis umgebenen See gehandelt haben. Das Hohenburger Hügelfeld wurde von den frühen Erforschern als Besonderheit ausgegrenzt, weil es eine Unterbrechung des im Osten und Westen anschließenden Endmoränenzugs darstellt. Statt einer zusammenhängenden Endmoräne mit Till-Anteilen liegen hier Hügel kiesig-sandiger Sedimente vor. Das wird daran liegen, dass sich in diesem Bereich der Schmelzwasserabfluss des Gletschers in einem Gletschertor konzentrierte. Abb. 4 © Archiv des Geographischen Instituts Bonn, NL Troll | 9 3 × 3                  | Typ: Gesteinsart, Störung Art: Sand, Kies                                                    | Kiesgrube/Sandgrube            | wertvoll           | kein Schutzgebiet                                      |                                               |
| Würmzeitlicher Till am Prallhang der Attel S von Unterübermoos |                | 187A029   | Pfaffing Position              | Inn-Chiemsee-Jungmoränenregion | An der Wanderwegbrücke über die Attel unterhalb von Unterübermoos ist an einem Prallhang ein Till (Geschiebemergel), typisches Sediment einer – hier würmzeitlichen – Grundmoräne aufgeschlossen. In feiner tonig-mergeliger Matrix liegen Gerölle und Geschiebe. Überlagert wird der Till von Schmelzwasserschottern. Aufschlüsse im Till sind gar nicht so häufig: Für die Kiesgewinnung enthält er zu viel Feinanteile, für die Tongewinnung zu viel Kies, so dass der Geologe auf natürliche Aufschlüsse wie hier angewiesen ist. | 48 12 × 4                | Typ: Gesteinsart Art: Kies, Moräne                                                           | Prallhang/Flussbett/Bachprofil | wertvoll           | Landschaftsschutzgebiet, FFH-Gebiet                    |                                               |
| Granitmarmor im Steinbruch S von Thalmann                      |                | 187A030   | Rohrdorf Position              | Chiemgauer Alpen               | Im Steinbruch südlich von Thalmann sind Corallinaceenschuttkalke (Lithothamnienkalke) als Bänke in Mergel (Stockletten) der Stad-Formation eingelagert. Der Corallinaceen-Detritus wurde in subaquatischen Rutschungen oder Turbidit-ähnlich in den tiefergelegenen Ablagerungsraum der Mergel eingetragen. Die Lithothamnienkalke bei Sinning wurden 1808 beim Bau der Soleleitung entdeckt und über Jahrzehnte als Rosenheimer Granitmarmor als beliebter Werkstein abgebaut. Der große Rohrdorfer Bruch in diesem Gestein ist im Allgemeinen nicht zugänglich. Hier, im Bruch bei Thalmann, wurde aber durch einen kürzlichen Abbau ein neuer, frischer und instruktiver Aufschluss geschaffen. Der kurzzeitige Abbau diente der Gewinnung von für Restaurierungsarbeiten dringend benötigtem Naturwerkstein. Von steilen Steinbruchwänden fernbleiben – Steinschlaggefahr! | 5400 90 × 60             | Typ: Gesteinsart, Schichtfolge Art: Kalkstein, Mergelstein                                   | Steinbruch                     | wertvoll           | kein Schutzgebiet                                      |                                               |
| Typlokalität der Pinswang-Schichten E von Pinswang             |                | 187A031   | Neubeuern Position             | Chiemgauer Alpen               | Hagn hat Mergelsteine im Pinswanger Graben bei Neubeuern aufgrund von Makro- und Mikrofossilien ins Untere Obercampan einordnen können und benannte sie in seiner Dissertation von 1952 als Pinswanger Schichten. In der Schlucht des Talgrabens E von Pinswang sind die Pinswang-Schichten als blaugraue, geschichtete Mergelsteine aufgeschlossen. Die Pinswang-Schichten des Nordhelvetikums wurden küstenfern am äußeren Schelf abgelagert. Stratigrafisch liegt unter den Pinswang-Schichten der Stallau-Grünsandstein, über den Pinswang-Schichten folgen die Pattenau-Schichten. | 3250 130 × 25            | Typ: Typlokalität Art: Mergelstein                                                           | Prallhang/Flussbett/Bachprofil | besonders wertvoll | kein Schutzgebiet                                      |                                               |
| Mühlsteinbruch Hinterhör                                       | weitere Bilder | 187G001   | Neubeuern Position             | Chiemgauer Alpen               | Im Bruch sind deutliche Spuren des Mühlstein-Abbaues durch unterschiedliche Techniken zu erkennen. Der grobklastische Neubeurer Mühlsandstein ist ein mehrere 10er m mächtiges Schichtglied der Schwarzerzschichten. Als heller Mühlsandstein war er von 1489 bis 1860 im Abbau. Möglicherweise ist der Steinbruch aber wesentlich älter, denn archäologische Untersuchungen von drei Wassermühlen in Dasing (Lkr. Augsburg) aus den Jahren ca. 100, 743 und 840 n. Chr. brachten Mühlsteinfragmente aus Neubeurer Mühlsandstein ans Licht. Die für Mühlsteine geeignete Schicht fällt steil nach S ein, weshalb die Abbauwand stark überhängt. Das Geotop gehört zu Bayerns hundert schönsten Geotopen und wird vor Ort mit einer entsprechenden Infotafel erläutert. | 800 40 × 20              | Typ: Steinbruch/Grube Art: Sandstein                                                         | Steinbruch                     | besonders wertvoll | Naturdenkmal, Bodendenkmal                             | Bayerns schönste Geotope Nr. 52               |
| Wolfsschlucht Neubeuern                                        | weitere Bilder | 187G003   | Neubeuern Position             | Chiemgauer Alpen               | Aufgeschlossen sind Gesteine der Südhelvetischen Fazies. Die steile Schlucht entstand durch den selektiven Abbau eines gleichkörnigen, glaukonitführenden Kalksandsteins (bis 25 m mächtig), stellenweise auch verstürzte untertägige Wetzsteinabbaue. Die Grünsandsteine der Schmalflözschichten fanden Verwendung als Schleif- und Wetzsteine. Benachbart liegt der Alveolinenquarzit, der ebenfalls zu den Kressenberger Schichten gehört. | 600 60 × 10              | Typ: Steinbruch/Grube Art: Sandstein                                                         | Hanganriss/Felswand            | wertvoll           | kein Schutzgebiet                                      |                                               |
| Ehem. Schieferkohle-Abbau W von Wasserburg a. Inn              |                | 187G004   | Wasserburg am Inn Position     | Inn-Chiemsee-Jungmoränenregion | Der rekonstruierte Stolleneingang erinnert an den Abbau von Schieferkohle (Braunkohle) zwischen Wasserburg und Gars in der Zeit von 1890 bis 1920. Die Schieferkohlen entstammen Torflagen des Riß-Würm-Interglazials oder Frühwürm-Interstadialen und wurden durch Schotter-, Moränen- und Eisauflast kompaktiert. | 10 5 × 2                 | Typ: Stollen Art: Braunkohle                                                                 | Tunnel/Stollen/Schacht         | wertvoll           | FFH-Gebiet                                             |                                               |
| Höhlenhaus Weber an der Wand in Oberaudorf                     | weitere Bilder | 187G005   | Oberaudorf Position            | Mangfallgebirge                | Der Weber an der Wand ist ein Höhlenhaus, denn seine Rückwand ist eine leicht überhängende Felswand aus Oberrhätkalk mit einer kleinen Höhle. An der Weberwand wird direkt neben dem Haus recht schwierig geklettert. In der Halbhöhle hatten in früheren Zeiten Eremiten eine Behausung, ehe im 19. Jahrhundert ein Webermeister das Grundstück kaufte, das Haus in seiner heutigen Gestalt baute und bald als Wirtshaus öffnete. Das Haus hatte viele bedeutende Persönlichkeiten zu Gast und wird mit seiner sonnigen Lage auch heute viel besucht. Auf Höhe der 1. Etage ist ein kleiner Höhlenraum mit Quelle und Sinterbelägen, der nach Voranmeldung besucht werden kann. | 400 50 × 8               | Typ: Felsenkeller Art: Kalkstein                                                             | Felsenkeller                   | wertvoll           | Baudenkmal                                             |                                               |
| Grafenloch und Roßstall in der Luegsteinwand SW von Oberaudorf |                | 187G006   | Kiefersfelden Position         | Mangfallgebirge                | Im senkrechten bis überhängenden Fels aus Oberrhätkalk der Luegsteinwand liegen zwei Höhlen: das Grafenloch und der Roßstall. Das Grafenloch (Luegsteinhöhle) weist Reste von Mauerwerk auf und konnte nach Grabungen als Höhlenburg des 10. bis 13. Jahrhunderts datiert werden. In der tiefsten Grabungsschicht fand sich Keramik der Urnenfelderzeit. Der benachbarte Roßstall soll der Sage nach die Pferde des Grafen beherbergt haben. Zum Grafenloch führt ein Steig, der auf den letzten Metern schmal ist und Trittsicherheit und Schwindelfreiheit verlangt (Drahtseil bergseitig), dann führt eine steile Stahltreppe aufwärts. Zum Roßstall führt vorher bei den letzten Holzstufen ein Pfad zur Wand. | 184 23 × 8               | Typ: Felsenkeller Art: Kalkstein                                                             | Hanganriss/Felswand            | wertvoll           | Landschaftsbestandteil                                 |                                               |
| Wendelsteinhöhle (Schauhöhle)                                  |                | 187H001   | Brannenburg Position           | Mangfallgebirge                | Ca. 400 m lange Schauhöhle im Gipfelaufbau des Wendelsteins. Im natürlichen Eingang liegt ganzjährig Eis und Firn. | 2000 400 × 5             | Typ: Karst-Schacht-&Horizontalhöhle Art: Kalkstein                                           | Höhle                          | wertvoll           | Landschaftsschutzgebiet                                |                                               |
| Felsentor in Raibl-Formation SSW von Aschau                    |                | 187H002   | Aschau im Chiemgau Position    | Chiemgauer Alpen               | Von Hammerbach führt der Wanderweg zur Ellandalm am Geotop Hammerbachquelle vorbei und auf 760 m Höhe durch ein Felssturzgebiet. 2009 wurde hier der Wanderweg verschüttet. Inzwischen ist er aufwändig wieder hergestellt. Oberhalb steht Dolomitstein des Hauptdolomits über Rauhwacken der Raibl-Formation an. Beide Gesteine sind tektonisch stark beansprucht und zerbrochen. Insbesondere die Schichten der Raibl-Formation grusen ständig ab. Die Auswitterung weicherer oder stärker zerrütteter Rauhwacken-Partien hat ein beeindruckendes Felsentor hinterlassen. Die steinschlaggefährdeten Bereiche nicht betreten! | 1500 50 × 30             | Typ: Ausbruchs/Auswitterungshöhle Art: Rauhwacke                                             | Hanganriss/Felswand            | bedeutend          | FFH-Gebiet                                             |                                               |
| Laubenstein-Ponor an der Laubensteinalm SW von Aschau          |                | 187H005   | Aschau im Chiemgau Position    | Chiemgauer Alpen               | Ein Ponor ist ein Schluckloch (Bachschwinde) in Karstgebiet, in dem ein oberirdisches Gewässer verschwindet und unterirdisch in einem Höhlensystem weiterfließt. Dem Laubenstein-Ponor fließt auf wasserstauenden Mergeln der Unterkreide (Schrambach-Formation) ein Bächlein zu, das zwischen Blockwerk im verkarsteten Kalkstein des Oberjura verschwindet. Die Karstwässer des Laubensteingebiets treten in der Hammerbachquelle auf 720 m SSW von Aschau wieder zutage. | 225 15 × 15              | Typ: Karst-Schacht-&Horizontalhöhle, Bachschwinde Art: Kalkstein                             | Doline/Erdfall                 | bedeutend          | FFH-Gebiet                                             |                                               |
| Ponorhöhle am Schloßberg in Oberaudorf                         |                | 187H008   | Oberaudorf Position            | Mangfallgebirge                | Der Weg zur Höhle ist im Ort mit Ponorhöhle beschildert. Sie liegt an der Westseite des Schloßbergs und ist mit einer Tafel erläutert. Obwohl die Höhle im Kalkstein des Oberrhätkalks liegt, ist sie nicht durch Kalklösung entstanden, sondern durch ein Auseinanderklaffen des Schloßbergs – vermutlich als Folge von Eisauflast und nachfolgender Entlastung. In der nur 13 m langen Höhle verschwindet ein Bächlein, das auf der anderen Seite wieder zutage tritt. Die Kluft, die die Ponorhöhle entstehen ließ, setzt sich nach oben fort und bildet dort die Schloßberghöhle, deren (Zwischen-)Böden im Wesentlichen von verklemmten Blöcken und Steinen gebildet werden. | 26 13 × 2                | Typ: Kluft-/Tektonische Höhle Art: Kalkstein                                                 | Höhle                          | bedeutend          | Landschaftsschutzgebiet                                |                                               |
| Quellen und Fälle des Hammerbachs SSW von Aschau               |                | 187Q001   | Aschau im Chiemgau Position    | Chiemgauer Alpen               | Die Hammerbach-Quelle am Wanderweg zur Ellandalm entwässert die Laubenstein-Mulde und ist eine der am stärksten schüttenden Quellen der bayerischen Alpen. Die Karstquelle mit einer mittleren Schüttung von etwa 400 l/s in feuchten Jahren tritt aus Hauptdolomit auf einer Höhe von 720 m aus. Die Verkarstung hat hier den während des Pleistozäns rasch eingetieften Talgrund noch nicht erreicht. Grundwassermarkierungen haben nachgewiesen, dass das 1,3 km weiter WSW in einem Ponor unterhalb des Laubensteins auf 1160 m Höhe (Hammerbachquelle in der TK) versickernde Wasser hier wieder zutage tritt. Der nur zeitweilig und gering wasserführende Bach oben leistet aber nur einen kleinen Beitrag zur Quellschüttung. Die Hammerbach-Quelle entwässert das umfangreiche Höhlensystem unter dem Laubenstein. Mit der großen Wassermenge der Quelle konnten direkt unterhalb Eisenhämmer und eine Drahtzieherei betrieben werden. | 3300 220 × 15            | Typ: Schichtquelle Art: Dolomitstein                                                         | kein Aufschluss                | wertvoll           | FFH-Gebiet                                             |                                               |
| Urschlachquelle und Eiszerfallslandschaft SW von Halfing       |                | 187Q003   | Halfing Position               | Inn-Chiemsee-Jungmoränenregion | Die Urschlachquelle ist die Quelle der Söchtenauer Ache. Die Quelle liegt in einem Toteiskessel zwischen Moränen des Ölkofener Stadiums an der Ostseite des früheren Inn-Gletschers. Nach diesem Stadium muss sich der Gletscher rasch zurückgezogen haben, denn er hat kaum noch weitere prägnante Moränenzüge Richtung Süden hinterlassen. In einer nicht weit entfernten Bohrung wurde wenige Meter tiefer unter Kiesen die wasserstauende Tertiäroberfläche angetroffen. Es kann also angenommen werden, dass diese Kiese auf dem Tertiär auch hier der Grundwasserleiter sind und dass die Quelle da austritt, wo die Moräne als Deckschicht fehlt. Quellaustritte können auch in den Tümpeln am aufgewirbelten Sand erkannt werden. Das Einzugsgebiet der Quelle kann jenseits der Moränenwälle in dem heutigen schottererfüllten Trockental im Osten vermutet werden. Dieses Tal entwässerte ehemals den Eisrand. | 19500 150 × 130          | Typ: Verengungsquelle, Eiszerfallslandschaft Art: Moräne, Kies                               | kein Aufschluss                | wertvoll           | FFH-Gebiet                                             |                                               |
| Eggstätt-Hemhofer Seenplatte                                   | weitere Bilder | 187R001   | Bad Endorf Position            | Inn-Chiemsee-Jungmoränenregion | Auf der Seenplatte ist eine modellartige Eiszerfallslandschaft im Nahtbereich des Inn-/Ciemseegletschers erhalten. | 15000000 6000 × 2500     | Typ: Eiszerfallslandschaft Art: Moräne                                                       | kein Aufschluss                | wertvoll           | Naturschutzgebiet, FFH-Gebiet, Vogelschutzgebiet       |                                               |
| Doline Wolfsgrube bei Flintsbach                               | weitere Bilder | 187R002   | Flintsbach am Inn Position     | Inn-Chiemsee-Jungmoränenregion | Die Doline entstand durch Nachsackung von quartären Schottern in ausgelaugte Bereiche der (gipsführenden) Raibler Schichten. Am ND befindet sich eine Erläuterungstafel. Besonders auffällig sind die sehr steilen Flanken, die sehr gleichmäßig ausgebildet sind. Sie weisen auf eine relativ junge Entstehung hin. | 506 23 × 22              | Typ: Doline Art: Schotter, Gips                                                              | kein Aufschluss                | wertvoll           | Naturdenkmal                                           |                                               |
| Wasserfälle am Tatzelwurm                                      | weitere Bilder | 187R003   | Oberaudorf Position            | Mangfallgebirge                | Das Wasser stürzt über mehrere Kaskaden (6 und 10 m) im Rät (Bank- und Riffkalke). | 1000 100 × 10            | Typ: Wasserfall Art: Kalkstein                                                               | Prallhang/Flussbett/Bachprofil | wertvoll           | Naturdenkmal, Landschaftsschutzgebiet                  |                                               |
| Gletscherschliff bei Fischbach                                 | weitere Bilder | 187R004   | Flintsbach am Inn Position     | Mangfallgebirge                | Der bekannte Gletscherschliff im Wettersteinkalk weist neben Schrammen und polierten Flächen auch Strudeltöpfe und Schmelzwasserrinnen auf. Er wurde beim Bau der Autobahn 1960 entdeckt und freigestellt. Beginnende Beeinträchtigung durch Bewuchs und Verwitterung der Gesteinsoberfläche. 2002 im Programm Bayerns schönste Geotope aufgenommen. | 4000 100 × 40            | Typ: Gletscherschliff, Rundhöcker, Gletschermühle, Kolk Art: Kalkstein                       | Felshang/Felskuppe             | wertvoll           | Naturdenkmal, Landschaftsschutzgebiet                  | Bayerns schönste Geotope Nr. 2                |
| Erratischer Block NW von Schnaitsee                            |                | 187R005   | Babensham Position             | Inn-Chiemsee-Jungmoränenregion | Der besonders große Findlingsblock liegt auf äußerer Würm-Endmoräne. | 20 4 × 5                 | Typ: Findling Art: Blöcke                                                                    | Block                          | bedeutend          | Naturdenkmal                                           |                                               |
| Erratischer Block Bräundlstein S von Reichertsham              | weitere Bilder | 187R006   | Babensham Position             | Inn-Chiemsee-Jungmoränenregion | Sehr großer Findlingsblock. | 14 3 × 4                 | Typ: Findling Art: Blöcke                                                                    | Block                          | bedeutend          | kein Schutzgebiet                                      |                                               |
| Findling Grauer Stein bei Oberaudorf                           | weitere Bilder | 187R007   | Oberaudorf Position            | Mangfallgebirge                | Der kantige Granitfindling liegt auf Fernmoränenmaterial und zeigt Abbauspuren. | 12 4 × 3                 | Typ: Findling Art: Granit                                                                    | Block                          | bedeutend          | Naturdenkmal                                           |                                               |
| Toteislandschaft am Kesselsee                                  |                | 187R008   | Edling Position                | Inn-Chiemsee-Jungmoränenregion | Würmeiszeitliche Eiszerfallslandschaft mit zahlreichen ausgeprägten Hohlformen. | 750000 500 × 1500        | Typ: Toteisloch Art: Moräne                                                                  | kein Aufschluss                | bedeutend          | Naturschutzgebiet, Landschaftsschutzgebiet, FFH-Gebiet |                                               |
| Tuffberg Vagen                                                 |                | 187R010   | Feldkirchen-Westerham Position | Inn-Chiemsee-Jungmoränenregion | Die alten Tuffabbaue sind vollständig verwachsen. Das Wasser der starken Quellaustritte wird gefasst. | 56000 400 × 140          | Typ: Sinterbildung, Schichtquelle Art: Kalktuff, Schotter                                    | kein Aufschluss                | bedeutend          | Landschaftsschutzgebiet, FFH-Gebiet                    |                                               |
| Halmsee SE von Oed                                             |                | 187R012   | Soyen Position                 | Inn-Chiemsee-Jungmoränenregion | Die beiden Toteislöcher liegen auf Schmelzwasserschottern der Steppacher Ebene, Ebinger Stufe. Die offenen Wasserflächen sind durch Gräben verbunden. Das Grundstück gehört einem Anglerverein und ist nicht frei zugänglich. | 35000 350 × 100          | Typ: Toteisloch Art: Schotter                                                                | kein Aufschluss                | bedeutend          | Naturdenkmal                                           |                                               |
| Toteiskessel NW von Oed                                        |                | 187R013   | Pfaffing Position              | Inn-Chiemsee-Jungmoränenregion | Der Kessel liegt auf Schmelzwasserschottern der Steppacher Ebene und Ebinger Stufe. Er ist verlandet und nur noch als flache Geländedepression zu erkennen. | 50000 250 × 200          | Typ: Toteisloch Art: Schotter                                                                | kein Aufschluss                | bedeutend          | Naturdenkmal                                           |                                               |
| Terrasse NE von Hemhof                                         |                | 187R014   | Bad Endorf Position            | Inn-Chiemsee-Jungmoränenregion | Zu erkennen ist eine Terrassenkante am Rand einer Moräne. | 175000 700 × 250         | Typ: Drumlin-/G.moränenfeld Art: Moräne                                                      | kein Aufschluss                | bedeutend          | kein Schutzgebiet                                      | Möglicherweise vom LfU gestrichen (Okt. 2018) |
| Os S von Hemhof                                                |                | 187R015   | Bad Endorf Position            | Inn-Chiemsee-Jungmoränenregion | Das Os wurde durch einen Feldweg angeschnitten. | 180 60 × 30              | Typ: Os Art: Moräne                                                                          | kein Aufschluss                | bedeutend          | Naturschutzgebiet FFH-Gebiet Vogelschutzgebiet         | Möglicherweise vom LfU gestrichen (Okt. 2018) |
| Toteisloch SW von Eggstätt                                     |                | 187R016   | Eggstätt Position              | Inn-Chiemsee-Jungmoränenregion | Das Toteisloch südlich der alten Römerstraße enthält keinen See mehr, wie die vielen anderen Toteislöcher im Naturschutzgebiet, sondern ist verlandet und mit einer Zwischenmoorvegetation bewachsen. Eine kleine Kiesabgrabung im Westen zeigt den Inhalt der umgebenden Schottermoräne. | 19600 140 × 140          | Typ: Toteisloch Art: Moräne                                                                  | kein Aufschluss                | geringwertig       | Naturschutzgebiet, FFH-Gebiet, Vogelschutzgebiet       |                                               |
| Thaler See mit Moor                                            |                | 187R017   | Bad Endorf Position            | Inn-Chiemsee-Jungmoränenregion | Das wassergefüllte Toteisloch besitzt am Südufer ein kleines Kalkflachmoor. | 75000 500 × 150          | Typ: Toteisloch, Niedermoor Art: Moräne, Torf                                                | kein Aufschluss                | bedeutend          | Naturschutzgebiet, FFH-Gebiet, Vogelschutzgebiet       |                                               |
| Eiszerfallslandschaft von Hartsee und Kautsee                  | weitere Bilder | 187R018   | Bad Endorf Position            | Inn-Chiemsee-Jungmoränenregion | Am SW- und NE-Ufer des wassergefüllten Toteisloches liegen Nieder- und Übergangsmoore. | 500000 1000 × 500        | Typ: Eiszerfallslandschaft, Toteisloch, Niedermoor Art: Moräne                               | kein Aufschluss                | bedeutend          | Naturschutzgebiet, FFH-Gebiet, Vogelschutzgebiet       |                                               |
| Ehem. Torfstich im Hochmoor N vom Pelhamer See                 |                | 187R019   | Höslwang Position              | Inn-Chiemsee-Jungmoränenregion | Am Utshamer Filz wurde intensiver Torfabbau betrieben. | 67200 420 × 160          | Typ: Hochmoor, Torfstich Art: Torf, Moräne                                                   | kein Aufschluss                | bedeutend          | kein Schutzgebiet                                      |                                               |
| Findling Steinwies SW von Oberlengendorf                       | weitere Bilder | 187R020   | Bad Feilnbach Position         | Inn-Chiemsee-Jungmoränenregion | Der große Block aus hellem, feinkörnigem, nicht-porphyrischen Ortho-Gneis (lt. Wi. Weinelt Zentralgneis) ist eckig bis kantengerundet, an der Westseite gespalten. Ein Feldkreuz und eine Kapelle markieren seine Lage. Bemerkenswert sind rundliche Erosionsformen, die vermutl. auf die ursprüngliche Lage des Gesteins in einem Gletscherschliff zurückzuführen sind. | 40 8 × 5                 | Typ: Findling Art: Gneis                                                                     | Block                          | bedeutend          | kein Schutzgebiet                                      | Bayerns schönste Geotope Nr. 42               |
| Grubalm-Polje beim Spielberg SW von Aschau                     |                | 187R021   | Aschau im Chiemgau Position    | Chiemgauer Alpen               | Bei der geschlossenen Hohlform handelt es sich um eine Karsterscheinung, die in dieser Ausprägung im Laubensteingebiet einzigartig ist und in anderen Bereichen der bayerischen Alpen selten auftritt. Die Grubalm-Polje wurde nicht glazial überformt, daher können karstgenetische Prozesse besonders gut beobachtet werden. | 175000 700 × 250         | Typ: Polje Art: Kalkmergelstein, Kalkstein                                                   | kein Aufschluss                | besonders wertvoll | FFH-Gebiet                                             |                                               |
| Der Stoa von Edling (NE von Rudering)                          |                | 187R022   | Edling Position                | Inn-Chiemsee-Jungmoränenregion | Der riesige Findling wurde 1989 beim Kiesabbau entdeckt und aufgrund seines enormen Gewichts (etwa 200 t) an Ort und Stelle belassen. Er besteht aus einer fossilführenden Kalksteinbrekzie, die mit dem Kramsacher Marmor aus dem Inntal vergleichbar ist. | 35 7 × 5                 | Typ: Findling Art: Kalkstein                                                                 | Block                          | bedeutend          | kein Schutzgebiet                                      |                                               |
| Blockmeer am Tatzelwurm                                        |                | 187R023   | Oberaudorf Position            | Mangfallgebirge                | Bei der mit Fichtenmischwald bestandenen Felsblock-Wildnis zwischen Tatzelwurm und Großem Mühlberg handelt es sich um eine auf den liegenden, Wasser führenden und als Gleithorizont wirkenden Kössener Schichten ins Rutschen geratene und aufgrund zahlreicher Klüfte zerfallene Rätkalk-Platte. | 600000 1000 × 600        | Typ: Blockmeer, Rutschung Art: Blöcke, Kalkstein, Mergelstein                                | kein Aufschluss                | wertvoll           | Landschaftsschutzgebiet                                |                                               |
| Terrasse N von Kiefersfelden                                   |                | 187R024   | Kiefersfelden Position         | Mangfallgebirge                | Zwischen Kiefersfelden und Oberaudorf befindet sich am linken Ufer des Inn eine würmeiszeitliche Terrasse, die durch Bewuchs eindrucksvoll erkennbar gemacht wird. Auf der Terrassenebene finden sich Glazialformen wie Drumlins und Kames. | 1750000 3500 × 500       | Typ: Terrasse Art: Schotter                                                                  | Prallhang/Flussbett/Bachprofil | wertvoll           | kein Schutzgebiet                                      |                                               |
| Gießenbachklamm W von Kiefersfelden                            | weitere Bilder | 187R025   | Kiefersfelden Position         | Mangfallgebirge                | Westlich von Kiefersfelden bildet der Gießenbach an seinem Unterlauf eine beeindruckende Klamm im Hauptdolomit (Vordere Gießenbachklamm). Neben Erosionsformen (Kolke) und mehreren kleineren Wasserfällen sind auch Sinterbildungen von teilweise beachtlichen Ausmaßen zu beobachten. Die Klamm ist durch einen gesicherten Wanderweg ausgezeichnet erschlossen. Allerdings gilt während der Wintermonate (Wintereinbruch bis Ostern) aus Sicherheitsgründen ein Betretungsverbot. | 10000 250 × 40           | Typ: Klamm Art: Dolomitstein                                                                 | Prallhang/Flussbett/Bachprofil | wertvoll           | kein Schutzgebiet                                      |                                               |
| Zwölferturm an der Gedererwand                                 |                | 187R026   | Aschau im Chiemgau Position    | Chiemgauer Alpen               | Der Zwölferturm – auch Gederer Turm genannt – ist ein beliebtes Fotomotiv und ein schwieriger Kletterfels. Der Felsturm aus Wettersteinkalk ist allseitig an Spalten bis zum Fuß von der Gedererwand getrennt. Der Wettersteinkalk (Trias) der Gedererwand bildet das Nordende der Kampenwand-Schubmasse der Lechtal-Decke. Er liegt auf Mergeln der Partnach-Formation (Trias, Lechtal-Decke) und der Tannheim-Formation (Kreide, Allgäu-Decke). Auf den instabilen Mergeln konnte die Scholle mit dem Zwölferturm aus der Wand um wenige Meter herauswandern. Großflächig vom Fuß der Gedererwand bis zur Maureralm kartierte Felssturzmassen lassen vermuten, dass derartige Ereignisse auch in der Vergangenheit stattfanden und mit dem Absturz von Türmen oder Wandteilen endeten. Es wird berichtet, dass um 1900 der Turm noch durch einen gewagten Sprung über die trennende Spalte erreicht werden konnte. Heute ist das nicht mehr möglich. Damit würde sich der Turm neigen. Messungen in den 90er Jahren konnten das allerdings nicht belegen. | 800 40 × 20              | Typ: Felsturm/-nadel Art: Kalkstein, Mergel                                                  | Hanganriss/Felswand            | wertvoll           | kein Schutzgebiet                                      |                                               |
| Eiszerfallslandschaft zwischen Meisham und Rachertsfelden      |                | 187R027   | Eggstätt Position              | Inn-Chiemsee-Jungmoränenregion | Zwischen Meisham und Rachertsfelden liegt eine Eiszerfallslandschaft aus Moränenhügeln, Toteislöchern und vermoorten Geländesenken. | 880000 1100 × 800        | Typ: Eiszerfallslandschaft Art: Moräne                                                       | kein Aufschluss                | bedeutend          | kein Schutzgebiet                                      |                                               |
| Wasserfall im Hauptdolomit des Talgrabens NE von Sachrang      |                | 187R028   | Aschau im Chiemgau Position    | Chiemgauer Alpen               | Der Weg zum Wasserfall ist von Berg aus beschildert. Der Pfad führt den Bach entlang. Schichtflächen des Hauptdolomits sind freigelegt. Der Wasserfall stürzt über bankigen und stellenweise stark zerbrochenen Hauptdolomit. | 1400 70 × 20             | Typ: Wasserfall Art: Dolomitstein                                                            | Prallhang/Flussbett/Bachprofil | bedeutend          | Naturschutzgebiet, FFH-Gebiet, Vogelschutzgebiet       |                                               |
| Klamm der Prien im Wettersteinkalk an der Kette SSW von Aschau |                | 187R029   | Aschau im Chiemgau Position    | Chiemgauer Alpen               | Der schmale Fahrweg hoch über der Klamm der Prien war früher den Fuhrwerken der Aschauer Eisenwerke am Hammerbach vorbehalten und mit einer Kette gesperrt. Die Klamm der Prien durch den Wettersteinkalk wurde vielleicht schon von Schmelzwässern angelegt, als das breitere Tal weiter östlich noch vom zurückweichenden Prien-Gletscher erfüllt war. Dann füllte sich der Talgrund solange mit Schottern bis sich das Eis über den Pass südlich Sachrang zurückgezogen hatte und Schmelzwässer ausblieben. Die Wasserführung der Prien muss aber im Spät- und Postglazial noch hoch gewesen sein, denn viele der Schotter wurden wieder ausgeräumt. Der Blick in die Klamm zeigt randliche Wasserwalzen, die erahnen lassen, wie durch die stetige Schleifwirkung der Sedimente im Wasser Strudellöcher im Kalkstein entstehen. Die Prien-Klamm ist Station am Prientaler Erlebniswanderweg. | 3900 130 × 30            | Typ: Klamm Art: Kalkstein                                                                    | Prallhang/Flussbett/Bachprofil | bedeutend          | FFH-Gebiet                                             |                                               |
| Schoßrinn-Wasserfall SW von Schoßrinn                          |                | 187R030   | Aschau im Chiemgau Position    | Chiemgauer Alpen               | Der weithin sichtbare Schoßrinn-Wasserfall stürzt eindrucksvolle 75 m in die Tiefe. Anstehendes Gestein ist der Alpine Muschelkalk der Lechtal-Decke. Der dunkelgraue, bankige Kalkstein ist von Calcitadern durchzogen und stellenweise eng verfaltet. Der Pfad zum Wasserfall im Wald entlang des Schoßbaches beginnt nach der geologischen Karte noch im Fenster von Aschau aus Allgäu-Decke und quert dann die Deckengrenze. Bei den im Bachbett stark zerflasert anstehenden Gesteinen handelt es sich vermutlich um Gesteine der Ammergau-Formation der Allgäu-Decke. Der Wasserfall zeigt, dass der Eisrückzug eine hohe Geländestufe hinterlassen hat, die vom Wasser des Schoßbaches in der seitdem vergangenen Zeit noch nicht durch eine tiefe Klamm ausgeglichen werden konnte. Neben der Wassermenge fehlt auch bei überwiegenden Kalken und Mergeln im Einzugsgebiet die Schleifwirkung von Quarzsanden. | 600 30 × 20              | Typ: Wasserfall Art: Kalkstein                                                               | Prallhang/Flussbett/Bachprofil | wertvoll           | kein Schutzgebiet                                      |                                               |
| Gletscherschliff N von Außerwald                               |                | 187R031   | Aschau im Chiemgau Position    | Chiemgauer Alpen               | Der Mooserbichel bei Außerwald ist ein vom Gletscher überschliffener Härtling aus Alpinem Muschelkalk der Lechtaldecke, der im Fenster von Aschau als von der Erosion noch verschonter Deckenrest auf Oberjura-Gesteinen der Allgäu-Decke liegt. Der Prien-Gletscher hat an der Felswand auf der Ostseite des Mooserbichels schöne Schliffspuren hinterlassen. Gleichzeitig sind auf Störungsflächen, die in den Fels hineinziehen, Harnischstreifen zu sehen. | 1200 80 × 15             | Typ: Gletscherschliff Art: Kalkstein                                                         | Hanganriss/Felswand            | wertvoll           | kein Schutzgebiet                                      |                                               |
| Subrosionsdolinen an der Gedereralm ESE von Aschau             |                | 187R032   | Aschau im Chiemgau Position    | Chiemgauer Alpen               | Das buckelige Weidegelände nordöstlich vom Almgebäude der Gedereralm weist bemerkenswerte Karstformen auf Rauhwacken der Raibl-Formation auf. Eine abgedichtete Doline (Lokva) sammelt Oberflächenwasser und dient dem Weidevieh als Tränke. An einer weiteren Doline zeigen frische Risse in der Böschung und freigelegte Rauhwacke, dass hier der Auslaugungsprozess im Untergrund noch aktiv in Gang ist. Weggelöst wird in Schichten der Raibl-Formation vorhandener Gips. Gefördert wird die Auslaugung hier vermutlich dadurch, dass neben dem Geländerücken aus Rauhwacke noch ein Oberflächengewässer fließt, das – vielleicht nur zeitweise – Frischwasser in die benachbarten porösen Gesteine abgibt. Auffällige Sedimentärbrekzien in den Rauhwacken der Gedereralm wurden von Ganss (1967) beschrieben: Sie bestehen überwiegend aus scharfkantigen Dolomitstücken, enthalten aber auch gerundete Wettersteinkalk-Gerölle. | 37500 250 × 150          | Typ: Dolinenfeld Art: Rauhwacke                                                              | Doline/Erdfall                 | wertvoll           | kein Schutzgebiet                                      |                                               |
| Felsenschlucht der Kaisersäle an der Kampenwand                |                | 187R033   | Aschau im Chiemgau Position    | Chiemgauer Alpen               | Die von weitem so schmal wirkende Gratmauer der Kampenwand enthält in Gipfelnähe eine Schlucht, die als Kaisersäle bekannt ist. Hier führt der Wanderweg von der Steinlingalm zum Gipfel durch. Das Streichen der steil aufgestellten Schichten fällt mit Auf- und Überschiebungsrichtungen senkrecht zur Schubrichtung der Lechtal-Decke zusammen. Verstärkte Erosion an den steilstehenden Flächen führt zusammen mit Schollenverkippungen durch hangseitige Massenentlastung zur Öffnung einer Gipfelschlucht. | 6000 200 × 30            | Typ: Schlucht Art: Kalkstein                                                                 | Felshang/Felskuppe             | bedeutend          | kein Schutzgebiet                                      |                                               |
| Dolinenfeld der Riesenalmen WSW von Aschau                     |                | 187R034   | Aschau im Chiemgau Position    | Chiemgauer Alpen               | Im Hochtal der Riesenalmen finden sich zahlreiche Karsterscheinungen: Dolinen, teils zu Großdolinen zusammengewachsen, eine Ponordoline, Karren und Karrenfelder, Karstgassen (im Digitalen Geländemodell erkennbar den Spielberg hochziehend), Buckelwiesen und Lokven. Lokven sind seichte Dolinen, deren Sohle abgedichtet ist, so dass sich Niederschlagswasser sammeln kann. An anderen Dolinen können dagegen frische Hangrisse beobachtet werden, die zeigen, dass die Verkarstung auch rezent fortschreitet. | 160000 800 × 200         | Typ: Dolinenfeld, Karren/-felder Art: Kalkstein, Dolomitstein                                | Doline/Erdfall                 | wertvoll           | FFH-Gebiet                                             |                                               |
| Dolinen am Gipfelgrat der Hochries SSE von Grainbach           |                | 187R035   | Aschau im Chiemgau Position    | Chiemgauer Alpen               | Im Gipfelbereich der Hochries und am Weg hinunter zu den Riesenalmen liegen im Plattenkalk etliche Dolinen. Weitere Dolinen am Fuß des Berges bei den Riesenalmen in Hauptdolomit, der sonst in der Regel nicht verkarstet ist, werden auf Kalkbänder in der Schichtfolge zurückgeführt. Aus Karsttrichtern im Plattenkalk im Umfeld des Hochriesgipfels werden rotlehmartige Paläoböden beschrieben (z. B. Jerz 1982), als deren Alter Ältestpleistozän bis Pliozän vermutet wird. Im Alpenraum war der eiszeitliche Bodenabtrag so stark, dass derart alte Böden äußerst selten erhalten sind. | 14700 210 × 70           | Typ: Dolinenfeld, Fossiler Boden Art: Kalkstein                                              | Doline/Erdfall                 | wertvoll           | FFH-Gebiet                                             |                                               |
| Historischer Bergsturz vom Schrofen W von Brannenburg          |                | 187R036   | Brannenburg Position           | Mangfallgebirge                | Nach wochenlangen Regenfällen erfolgten am 9. August 1851 und in den nachfolgenden Tagen vom Schrofen Bergstürze und Rutschungen von 0,5 bis 1 Mio. m³ Gestein, die den Kirchbach zu einem See aufstauten. Aufgrund der starken Durchfeuchtung und trotz vieler Bemühungen, das Wasser abzuleiten, bewegten sich die haushohen Schuttmassen langsam und tagelang talwärts und zerstörten die Kirchbachmühle und die Häuser des Ortsteils Gmain bis auf eines. Am früheren – höhergelegenem – Wohnhaus der Kirchbachmühle (heute Bildungszentrum Haus Brannenburg) ist eine Gedenktafel angebracht, die besagt, dass der Bergrutsch … hier glücklich zum stehen kam – was sich wohl auf die Gefahr für den Ort Brannenburg bezieht, denn Gmain unterhalb wurde ja zerstört. Dem katastrophalen Bergsturz von 1851 waren andere vorangegangen und kleine Felsstürze vom Schrofen finden weiterhin statt, wie frische Anbrüche zeigen. Ursache für die Instabilität des Steilhangs ist das Aufliegen des spröden Hauptdolomits auf Raibl-Formation und vor allem auf Mergeln des Mittleren Juras. | 750000 2500 × 300        | Typ: Bergsturz Art: Dolomitstein, Rauhwacke, Mergel                                          | Hanganriss/Felswand            | wertvoll           | kein Schutzgebiet                                      |                                               |
| Kundl und Backofen am Heuberg SE von Nussdorf a. Inn           |                | 187R037   | Nußdorf am Inn Position        | Chiemgauer Alpen               | Manche Felsen sind so auffällig, dass sie eigene Namen erhalten und sich Sagen um sie ranken. Kundl und Backofen sind zwei vom Inntal auffällige Felsen aus Oberrhätkalk am Heuberg. Es sind überwiegend anspruchsvolle Kletterfelsen, die in jüngerer Zeit auch dazu reizen, eine Highline zwischen ihnen zu spannen und zu begehen. | 1000 50 × 20             | Typ: Felsturm/-nadel Art: Kalkstein                                                          | Block                          | wertvoll           | kein Schutzgebiet                                      |                                               |
| Glazialformen des Hohenburger Hügelfelds E von Soyen           |                | 187R038   | Soyen Position                 | Inn-Chiemsee-Jungmoränenregion | Die hügelige Landschaft zwischen Soyen und dem Inn wurde von den frühen Glazialgeologen als Besonderheit mit dem Namen Hohenburger Hügelland ausgegrenzt, weil sie eine Unterbrechung des im Osten und Westen anschließenden Endmoränenzugs darstellt. Statt einer zusammenhängenden Endmoräne mit Till-Anteilen liegen hier Hügel kiesig-sandiger Sedimente vor. Das wird daran liegen, dass sich in diesem Bereich der Schmelzwasserabfluss des Gletschers in einem Gletschertor konzentrierte. Aufschlüsse finden sich SE von Kraimoos (Abb. 3) oder nördlich von Zuhr (Geotop 187A028). Ein guter Ausblick auf das Hügelland ist vom Hochbehälter westlich Wetterstett möglich. | 3000000 2.000 × 1.500    | Typ: Eiszerfallslandschaft Art: Sand, Kies                                                   | sonstiger Aufschluss           | wertvoll           | kein Schutzgebiet                                      |                                               |
| Innleiten und Umlaufberg von Wasserburg am Inn                 | weitere Bilder | 187R039   | Wasserburg a.Inn Position      | Inn-Chiemsee-Jungmoränenregion | Die hellen Prallhänge des Inn nördlich von Wasserburg bestimmten bis Anfang des 20. Jahrhunderts ganz wesentlich das Stadtbild und sind in alten Fotografien (siehe Darga & Wierer 2009) und Gemälden (z. B. von Jawlensky) festgehalten. Dass die Hänge frei von Vegetation waren, lag daran, dass sie durch Rutschungen immer wieder in Bewegung kamen. Mit den neuen Uferbefestigungen am Hangfuß konnte der Inn dann nicht mehr erodieren und die Ursache für die Rutschungen verschwand. Die Innleiten wuchsen weitgehend zu. An den Innleiten liegt Moräne über hochwürmzeitlichen Schottern. Was heute in hellen Klippen aus der Vegetation herausragt, sind Bändertone mit eingestreuten Geröllen innerhalb der Moränenablagerungen. Stellenweise durchfeuchtet Stauwasser die Tone von oben und führt zu kleineren Rutschungen. Die Altstadt von Wasserburg liegt in einer Mäanderschlinge. Wäre die Südseite nicht befestigt (und der Fluss durch das Wehr oberhalb gezähmt), dann würde der Inn in der Zukunft die Schlinge durchbrechen und einen Altarm mit Umlaufberg hinterlassen. | 234000 1.800 × 130       | Typ: Prallhang, Umlauf-/Durchbruchsberg Art: Moräne, Ton, Schotter                           | Prallhang/Flussbett/Bachprofil | wertvoll           | FFH-Gebiet                                             |                                               |
| Kerbtäler des Murnbeckens NE von Vogtareuth                    |                | 187R040   | Vogtareuth Position            | Inn-Chiemsee-Jungmoränenregion | In das Murn-Zweigbecken des Inn-Gletschers reichte nach dem Eisrückzug ein Ausläufer des – heute verschwundenen – Rosenheimer Sees hinein. In den feinkörnigen Seesedimenten bildete sich ein Gewässernetz von ganz eigener Form aus. Aufschlüsse in den Seetonen fehlen leider. | 5250000 3.500 × 1.500    | Typ: Kerbtal Art: Schluff, Ton                                                               | kein Aufschluss                | wertvoll           | FFH-Gebiet                                             |                                               |
| Kalktuffquellflur und Enzianwiese bei Gritschen                |                | 187R041   | Nußdorf a.Inn Position         | Inn-Chiemsee-Jungmoränenregion | Nordöstlich von Gritschen treten Quellwässer aus, die Kalktuff abscheiden. Ein Niedermoor hat sich gebildet. Auf den Wiesen blüht eine nur noch selten anzutreffende Pflanzengemeinschaft. Pröbstl beschreibt von nahegelegenen Hangbereichen Rutschmaterial auf Grundmoräne und Seetonen. Dies sind die Grundwasserstauer. Wir sind hier im Randbereich des spätglazialen Schmelzwassersees. Am Eisrand verzahnen sich Schotter und Till. Die Schotterlagen sind als der Grundwasserleiter des Quellwassers zu vermuten. Die Enzianwiesen sind Naturdenkmal. Sie sind im Eigentum des Bundes Naturschutz und werden von diesem gepflegt. Die Wiesen bitte nicht betreten! Zur Blütezeit ist von der Straße aus ein Zugang abgegrenzt, der Fotos und Sicht auf die Pflanzen erlaubt. | 24500 350 × 70           | Typ: Hangquellmoor Art: Torf, Kalktuff                                                       | kein Aufschluss                | wertvoll           | Naturdenkmal, FFH-Gebiet                               |                                               |
| Großrutschung Brechries am Jenbach S von Bad Feilnbach         |                | 187R042   | Bad Feilnbach Position         | Mangfallgebirge                | Die durch die Großrutschung des Brechrieses verursachte vegetationsfreie Fläche ist weithin sichtbar und tritt auch im Luftbild (Abb. 4, über Digitalem Geländemodell) deutlich in Erscheinung. Die Rutschung wurde in den 1980er Jahren wahrgenommen, als eine Wildbachsperre nicht lange nach ihrer Fertigstellung zerstört wurde. Untersuchungen folgten, die eine großflächige Rutschung mit erheblichem Tiefgang feststellten. Daraufhin wurden weitere technische Schutzmaßnahmen in Form von Sperren und Ufersicherungen vorgenommen. Anfang 1998 erfolgten umfangreiche Massenbewegungen in Form von Felsstürzen und Rutschungen, die auch zu einem zeitweiligen Aufstau des Jenbachs führten. Die Wässer flossen aber unter den Geröllmassen ab. Die Rutschung und ihr Umfeld wurde durch zwei tiefreichende Bohrungen und weitere Geländeaufnahmen intensiv untersucht. Wegen des Gefahrenpotenzials in Form von Murenabgängen wird sie laufend geodätisch überwacht. Die Rutschung liegt in einer Wechselfolge von Kalksteinen und Kalkmergelsteinen der Kalkgraben-Formation. Sie sind im oberen Hangbereich sehr gut sichtbar. Warnschilder beachten und Rutschungsbereich nicht betreten! | 60000 300 × 200          | Typ: Rutschung Art: Kalkmergelstein, Kalkstein, Sandstein                                    | Hanganriss/Felswand            | wertvoll           | kein Schutzgebiet                                      |                                               |
| Kiesgrube NE von Spöck                                         |                | 187A033   | Söchtenau Position             | Inn-Chiemsee-Jungmoränenregion | In der Kiesgrube innerhalb eines Drumlinfelds ist Würm-Moräne über Schottern aufgeschlossen. Die schluffig-kiesigen, bräunlichen Moränenablagerungen sind auch von weitem deutlich von den grauen Schottern abzugrenzen (Abb. 1). Stellenweise liegt die Schichtgrenze auf einer Abbausohle: Das Moränenmaterial ist Abraum. In der Abbauwand ist 2019 ein Findling knapp über der Untergrenze in der Moräne eingebettet (Abb. 3). Die unter der Moräne liegenden Schotter enthalten kiesige und sandige Lagen, die teils vielleicht durch Eisvorschub, teils durch Sackung verformt sind (Abb. 4). Betreten des aktiven Kiesabbaus nur mit Zustimmung des Betreibers! | 62100 270 × 230          | Typ: Sedimentstrukturen, Schichtfolge Art: Moräne, Schotter                                  | Kiesgrube/Sandgrube            | wertvoll           | kein Schutzgebiet                                      |                                               |
| Kiesgrube NNW Prutting                                         |                | 187A034   | Prutting Position              | Inn-Chiemsee-Jungmoränenregion | Die Kiesgrube in einem Drumlin zeigt geringmächtige Moräne über Schottern (Abb. 1). Die Schotter enthalten Sandlagen (Abb. 2). Partienweise sind auf engem Raum nebeneinander von Feinmaterial freigespülte Kiese und schluffig-kiesiges Moränenmaterial anzutreffen (Abb. 3). Ein Horizont enthält kantige Blöcke. Kein Betreten der aktiven Kiesgrube ohne Zustimmung des Betreibers! | 210000 700 × 300         | Typ: Sedimentstrukturen, Gesteinsart Art: Moräne, Schotter                                   | Kiesgrube/Sandgrube            | wertvoll           | kein Schutzgebiet                                      |                                               |
| Moräne oder Rutschablagerung an der Ellandalm SW von Aschau    |                | 187R044   | Aschau im Chiemgau Position    | Chiemgauer Alpen               | Unterhalb des Heuraffelkopfes öffnet sich ein eindrucksvolles Kar nach Osten. Hier liegen inmitten einer faszinierenden Moränenlandschaft mit reliefbewegten Seitenmoränen und Buckelwiesen die Elland-Almen. So steht es in den Erläuterungen zur geologischen Karte. Die im Weidegelände gut zu erkennenden Geländeformen sind bemerkenswert. Das Digitale Geländemodell aus Laserscandaten zeigt aber auch Fließstrukturen, die heute eine Interpretation als Rutschung möglich erscheinen lassen. | 350000 1000 × 350        | Typ: End-(Wall-)Moräne Art: Moräne                                                           | kein Aufschluss                | wertvoll           | FFH-Gebiet                                             |                                               |
| Karstformen der Oberwiesenalm SW von Aschau i. Chiemgau        |                | 187R045   | Aschau im Chiemgau Position    | Chiemgauer Alpen               | Die Talung der Oberwiesenalm wurde von einem Lokalgletscher ausgeschürft, der sein Nährgebiet beim Eiskeller der Grubalm hatte. Die Tiefenerosion folgte den Jura- und Unterkreidegesteinen im Kern einer Mulde der Lechtaldecke. Die beim Eisrückzug verbliebenen Rundhöcker und Senken sind seitdem der Verkarstung ausgesetzt. Neben vielfältigen Karrenformen auf den Gesteinsausbissen gibt es Dolinenfelder, Ponore und dort, wo die Dolinen sich durch Feinmaterial abdichteten oder abgedichtet wurden, sog. Lokvas. Das sind kleine Weiher von Oberflächenwasser, die in einem Gebiet, wo Wasser schnell in Karstspalten verschwindet, das Tränken von Vieh ermöglichen. Auf die Karstformen im Gebiet der Oberwiesenalm wird an zahlreiche Stellen in Treibs (1963): Das Laubensteingebiet im Chiemgau. eingegangen. | 300000 1000 × 300        | Typ: Karren/-felder, Dolinenfeld Art: Kalkstein                                              | Doline/Erdfall                 | wertvoll           | FFH-Gebiet                                             |                                               |
| Karstformen der Abergalm SW von Aschau i. Chiemgau             |                | 187R046   | Aschau im Chiemgau Position    | Chiemgauer Alpen               | Der Kessel der Abergalm wurde als Kar vom Eis ausgeschürft und war Nährgebiet eines kleinen Lokalgletschers. Mit dem Eisrückzug entwickelten sich hier in den Jurakalken auf engem Raum vielfältige Karstformen: Dolinen, Höhlen, Ponore und Karren. Auf die zahlreichen Karstformen im Gebiet der Abergalm wird in Treibs (1963): Das Laubensteingebiet im Chiemgau in Text und Bild eingegangen. Der Abergofen am Objektpunkt ist eine bemerkenswerte Höhle, deren Eingangsbereich in einer Doline betreten werden kann. Über der Doline wölbt sich eine Naturbrücke. In der Doline liegt eine Quellfassung, der Überlauf versickert nach kurzer Wegstrecke. Die Doline ist also auch Ponor. Keinesfalls die Höhle nach dem Eingangsbereich unter der Naturbrücke weiter erkunden - sie geht in einen nahezu senkrechten, tiefen Schacht über! Karren finden sich auch reichlich zwischen Holzerhütte und Bergwachthütte am Zugang zur Abergalm. | 360000 600 × 600         | Typ: Dolinenfeld, Karst-Halbh./Naturbrücke, Karren/-felder Art: Kalkstein                    | Doline/Erdfall                 | wertvoll           | FFH-Gebiet                                             |                                               |
| Ponor und Geländeformen an der Baumgartenalm                   |                | 187R047   | Aschau im Chiemgau Position    | Chiemgauer Alpen               | 200 m nördlich von dem Gebäude der Unteren Baumgartenalm umschließt ein halbrunder, bis 10 m hoher Wall ein Flachmoor. Ein Gerinne mäandriert durch das Moor und verschwindet in einem Ponor. Das Gelände ist überwiegend Viehweide, die Formen sind dadurch gut zu erkennen. Im Digitalen Geländemodell aus Laserscandaten (Abb. 4) zeigen sich die Geländeformen im größeren Zusammenhang. In den Erläuterungen zur Geologischen Karte wird von einem weitläufigen Kar mit vernässtem Karboden gesprochen. Die wallförmige Moräne zeigt das letzte Rückzugsstadium an. Die Karflanken sind heute mit Schutt bedeckt. Ähnlich wie an der Ellandalm im Nordosten muss diese Interpretation vielleicht noch einmal im Gelände detailliert überprüft werden: Kann die kleine Karmulde unter dem Predigtstuhl tatsächlich einen Gletscher nähren und eine derartige Moräne aufschütten? Es heißt, erst ab 0,1 km² Fläche hat ein Eisfeld genug Masse, um als Gletscher in Bewegung zu kommen. Zwischen dem Wall unten und dem Karende oben könnte diese Flächengröße gerade erreicht werden. Oder ist die Rundform vielleicht überwiegend ein Karstphänomen?                                               | 32000 200 × 160          | Typ: Ponor, End-(Wall-)Moräne Art: Moräne                                                    | Doline/Erdfall                 | wertvoll           | FFH-Gebiet                                             |                                               |
| Hirschenstein W von der Kampenwand                             |                | 187R048   | Aschau im Chiemgau Position    | Chiemgauer Alpen               | Kurz bevor die Gondel der Kampenwandbahn in die Bergstation einfährt, sieht man im Norden einen prekär ausbalancierten Felsblock. Er ist aus Wettersteinkalk oder -dolomit und steht auf einem der Felsen des Hirschensteins. Aus anderer Perspektive (Abb. 3) sieht seine Position nicht mehr so heikel aus. Dagegen scheint jetzt der Gipfelblock des westlichsten Felsen des Hirschensteins im Verbund gerade noch Halt zu finden. Mit fortschreitender Erosion werden beide Blöcke früher oder später zu Tal stürzen. Entsprechend weist die Gefahrenhinweiskarte im UmweltAtlas Bayern für das unterhalb liegende Areal auf die Gefahr von Steinschlag/Blockschlag mit oder ohne Walddämpfung/Felssturz hin. | 3600 90 × 40             | Typ: Felsblock Art: Kalkstein, Dolomitstein                                                  | Block                          | wertvoll           | kein Schutzgebiet                                      |                                               |
| Findling Au-Stein im Tal der Attel SE von Pfaffing             |                | 187R049   | Pfaffing Position              | Inn-Chiemsee-Jungmoränenregion | Am Naturerlebnispfad Pfaffing im Tal der Attel liegt unweit der Station 3, dem Stadel In der Au, ein großer Findling. Am Ende der Talaue, bevor der Weg hangaufwärts verläuft, soll ein Wegweiser Zum Au-Stein führen. Vielleicht ist er auch nicht mehr da, denn viel Besuch scheint der Stein aus dieser Richtung nicht zu bekommen. Wir sind aus anderer Richtung gekommen und haben zufällig die überwachsene Info-Tafel nördlich vom Stein gefunden. Der Findling liegt vom Stadel in SSW-Richtung direkt jenseits der Waldwiese. In Darga & Wierer (2009) ist ein Foto des 2000 frisch freigelegten Findlings zu sehen. Heute ist er wieder stark überwachsen und von einem schlamm- und wassergefüllten Graben umgeben. Vorsicht, randlich unter Laub ist der schlammige Untergrund nicht zu erahnen! Der Findling besteht aus einem graubraunen Kalksandstein und enthält Großforaminiferen von einigen Millimetern Durchmesser. Das Gestein wird von Darga & Wierer (2009) den eozänen Oberaudorf-Schichten der Inneralpinen Molasse zugeordnet. Der Findling wurde damit vom Inngletscher über mindestens 45 km transportiert.                                                                | 20 5 × 4                 | Typ: Findling Art: Kalksandstein                                                             | Block                          | bedeutend          | Landschaftsschutzgebiet, FFH-Gebiet                    |                                               |
| Drumlinlandschaft SE von Vogtareuth                            |                | 187R050   | Vogtareuth Position            | Inn-Chiemsee-Jungmoränenregion | Um Vogtareuth und Prutting liegt östlich des Inns ein Drumlinfeld. Die markanten Geländerücken zeigen die Bewegungsrichtung des würmzeitlichen Inn-Gletschers an. Innerhalb des Drumlinfelds liegen Kiesabbaue, die Einblick in den Aufbau der Drumlins geben. | 54000000 9000 × 6000     | Typ: Drumlin-/G.moränenfeld Art: Schotter, Moräne                                            | kein Aufschluss                | bedeutend          | kein Schutzgebiet                                      |                                               |
| Kollerfilze W von Raubling                                     | weitere Bilder | 187R051   | Raubling Position              | Inn-Chiemsee-Jungmoränenregion | Der Frästorfabbau in den Kollerfilzen endete 2005. Zurückgeblieben sind langgestreckte, wassergefüllte Abbauschneisen mit schmalen Moorrestflächen dazwischen. Der gewonnene Brenntorf wurde anfangs für die Rosenheimer Saline, später in Brauereien verwendet. Der bäuerliche Handtorfstich hatte untergeordnete Bedeutung. Mit dem Abschmelzen des würmzeitlichen Inn-Chiemsee-Gletschers stauten die Moränenwälle die Schmelzwässer zu dem schließlich etwa 50 km langen Rosenheimer See auf. Mit dem Durchbruch des Ur-Inns durch den Endmoränenwall lief der See aus und hinterließ Sumpfland und verlandende Restwasserflächen. Es bildetet sich einer der größten voralpinen Hochmoorkomplexe. Vom Wanderparkplatz westlich Nicklheim führt ein breiter Weg eben zur Moorstation mit Aussichtsturm. Der Weg und die Station wird von Erläuterungstafeln begleitet. 2019 wurde entlang des Wegs der Weltpfad Nicklheim installiert. An 17 Stationen wird sehr anschaulich die Entwicklung der Erde von ihrer Entstehung bis zur Jetztzeit dargestellt. | 9000000 3000 × 3000      | Typ: Hochmoor, Torfstich Art: Torf                                                           | kein Aufschluss                | bedeutend          | kein Schutzgebiet                                      |                                               |
| Terrassen der Prien NE von Innerwald                           |                | 187R052   | Aschau im Chiemgau Position    | Chiemgauer Alpen               | Flussterrassen sind selten so gut sichtbar wie hier. Meist sind die steilen Terrassenkanten bewaldet, hier sind sie Grünland. Gegen Ende der letzten Eiszeit wurden mit dem Rückzug des Priengletschers große Schottermengen im Priental abgelagert. Mit dem Rückzug des Gletschers über den Wildbichl-Pass blieb der Kiesnachschub aus. Der immer noch kräftige Schmelzwasserstrom tiefte sich in die vorher abgelagerten Schotter ein und schuf Terrassen. Dies wird auf einer Tafel an der Terrassenkante erklärt. Als auch das Schmelzwasser einen südseitigen Abfluss jenseits des Passes fand, blieb ein für die heutige Prien zu großes Tal zurück. Heute versickert die Prien jedes Jahr über längere Zeit in den Schottern - im September 2019 auf Höhe von Huben - und füllt ab Grattenbach langsam wieder das Bachbett. | 4000 100 × 40            | Typ: Terrasse Art: Schotter                                                                  | Prallhang/Flussbett/Bachprofil | bedeutend          | kein Schutzgebiet                                      |                                               |
| Felssturz mit Blockstrom SE von Hainbach                       |                | 187R053   | Aschau im Chiemgau Position    | Chiemgauer Alpen               | Vom Priental aus ist oberhalb von Hainbach die Spur eines frischen Felssturzes zu sehen. Das Material aus Hauptdolomit löste sich im März 2017 und wurde bei Starkregen als Mure verfrachtet | 9000 300 × 30            | Typ: Felssturz, Schuttkegel Art: Blockschutt                                                 | Hanganriss/Felswand            | bedeutend          | Naturschutzgebiet, FFH-Gebiet, Vogelschutzgebiet       |                                               |
| Glazialformen im Umfeld der Frasdorfer Hütte WSW von Aschau    |                | 187R054   | Aschau im Chiemgau Position    | Chiemgauer Alpen               | Die Glazialformen im Umfeld der Frasdorfer Hütte sind eine Hinterlassenschaft des Laubensteingletschers. Der nordseitige Lokalgletscher der letzten Eiszeiten lag gewissermaßen auf einer eisfreien Insel, die aus dem Meer der Ferneisvergletscherung in den Tälern und im Vorland herausragte. Das Nährgebiet des Gletschers lag in der Mulde zwischen Riesenberg und Laubenstein. Von der Firneismulde der Riesenalmen dürfte auch Eis zugeflossen sein. Westlich bis südlich der Frasdorfer Hütte liegt ein flachwelliges Gelände, das Moräne des würmzeitlichen Laubensteingletschers ist. Eine deutliche Wallform hat die Moräne nicht. Sie ist durch den Eiszerfall geformt und vermutlich auch durch Rutschungen überprägt. Die Senke der Holzstube dürfte einen kleinen, inzwischen verlandeten Gletschersee enthalten haben. Der Durchbruch durch die Moräne, der ihn entleert hat, ist im Nordosten zu verfolgen. Der langgestreckte Rücken mit ruhigerem Relief, der sich zwischen Frasdorfer Hütte und Hochalm von Süd nach NNW erstreckt und sein Gegenstück auf der westlichen Talseite werden als Moränen eines älteren, rißzeitlichen Laubensteingletschers interpretiert.             | 1500000 1500 × 1000      | Typ: End-(Wall-)Moräne, Endmoränensee, Buckelwiese Art: Moräne                               | kein Aufschluss                | wertvoll           | kein Schutzgebiet                                      |                                               |
| Sandsteinfelsen Haschlberg in Neubeuern                        | weitere Bilder | 187R055   | Neubeuern Position             | Inn-Chiemsee-Jungmoränenregion | Der Haschlberg überragt das Südende des Neubeuerner Marktplatzes um 15 Meter und bietet eine weite Aussicht ins Inntal und Nahblicke auf das Zentrum von Neubeuern mit Kirche und Schloss. Der Zugang befindet sich etwas versteckt hinter der Kirche. Im Gipfelbereich gibt es Felsen aus Nummuliten-reichen Sandsteinen der Frauengrube-Subformation der Kressenberg-Formation (stratigrafisches Äquivalent der Roterz-Schichten des Bergbaureviers Kressenberg am Teisenberg). Der lokal geläufige Name Haberkörndlstein wurde bereits von Schafhäutl (1846) in die wissenschaftliche Literatur eingeführt. Dieses Gestein kommt nur im Gebiet von Neubeuern vor und war früher als Baustein weit verbreitet. Die ehemaligen Steinbrüche sind heute überbaut, so dass der Haschlberg der einzige frei zugängliche Aufschluss dieses Gesteins ist. Der Aussichtsfelsen wurde 2020 von der Gebirgsschützen-Kompanie Neubeuern freigestellt, Treppen und Geländer erneuert. Er ist von 8:00 bis 20:00 geöffnet. | 150 15 x 10              | Typ: Felskuppe, Gesteinsart, Sedimentstrukturen Art: Kalksandstein                           | keine Angabe                   | besonders wertvoll | kein Schutzgebiet                                      |                                               |